# Jagst
 (août 2015).
Si vous disposez d'ouvrages ou d'articles de référence ou si vous connaissez des sites web de qualité traitant du thème abordé ici, merci de compléter l'article en donnant les références utiles à sa vérifiabilité et en les liant à la section « Notes et références ».
La Jagst est une rivière affluent du Neckar, dans le nord du Bade-Wurtemberg (Allemagne).

## Géographie
Elle prend sa source dans les collines à l'est d'Ellwangen près de la frontière de la Bavière, court un peu vers le sud jusqu'aux Côtes du Jura souabe et se tourne devant vers le nord-ouest, longeant d'abord le pied de la montagne. Juste avant d'atteindre le cours du Kocher, dorénavant son assez proche voisin sur sa gauche, elle vire au nord, passe à travers la partie est de la forêt souabo-franconienne autour de Ellwangen pour ensuite sortir des montagnes du Keuper, traverser Crailsheim et gagner le calcaire coquillier de la plaine de Hohenlohe, où elle se creuse une vallée profonde et méandrée. 
Lentement, en faisant à mi-chemin des boucles en bas de la petite ville de Langenbourg, ancienne résidence d'une branche des princes de Hohenlohe, elle tourne à l'ouest et atteint son point le plus au nord près de la petite ville Krautheim. Pour le reste de son cours, elle coule, méandres inclus, assez constamment vers le ouest-sud-ouest et se jette après 190 km dans le Neckar près de Bad Wimpfen.

## Hydrologie

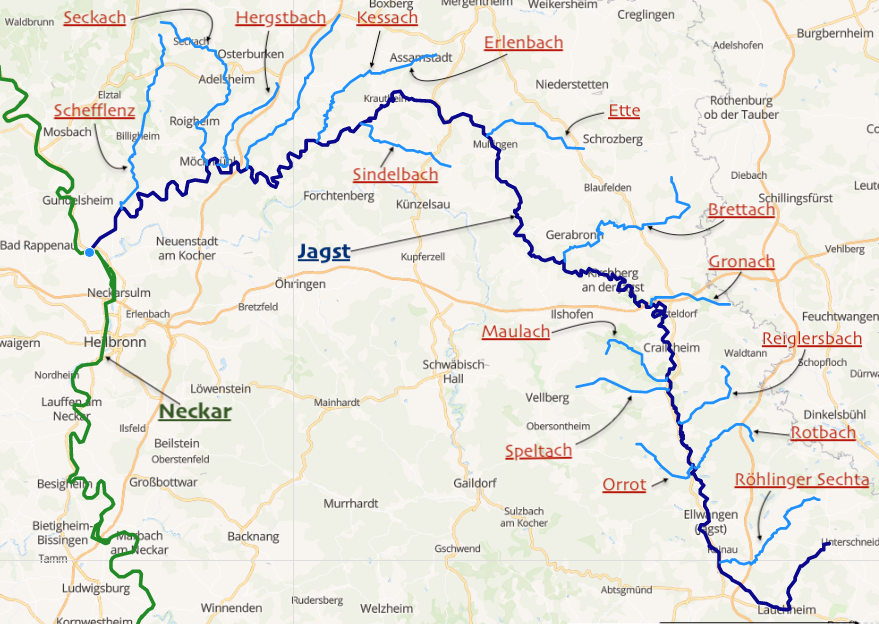
Le bassin de la Jagst avec ses affluents de plus de 10 km.

Son bassin de réception comporte 1 836 km2 et s'étend, à cause de la proximité du Kocher et de son affluent la Bühler (de), surtout vers sa droite. Encore n'atteint-il une largeur remarquable qu'à droite du cours inférieur, puisque la Tauber, affluent du Main, réduit la bassin-versant sur la droite en amont.
Ses affluents à longueur de 20 km et plus se versent tous de la droite, ce sont, nommés en aval, avec longueur, aire du bassin versant et lieu d'affluence :
- la Röhlinger Sechta (de), 20 km et 90 km2. Un peu en amont de Ellwangen ;
- la Brettach (de), 28 km et 180 km2. En aval de Crailsheim près de Gerabronn ;
- le Erlenbach (de), 23 km et 104 km2. En aval de Krautheim à Schöntal-Bieringen ;
- la Kessach (de), 24 km et 72 km2. À Widdern ;
- la Seckach (de), 29 km et 262 km2. À Möckmühl. Si on admettait son affluent gauche, la Kirnau, comme cours supérieur au lieu de son propre, la Seckach atteindrait même une longueur de 37 km ;
- la Schefflenz (de), 24 km et 95 km2. Près d'Untergriesheim.

En comparaison, ses affluents de gauche sont plus petits. Le plus important de par son bassin versant et de par sa longueur sont :
- la Speltach (de), 11 km et 37 km2. Un peu en amont de Crailsheim ;
- le Sindelbach (de), 14 km et 26 km2. À Schöntal-Marlach.